# Antoni Goljan
Antoni Goljan (ur. 28 lutego 1915 w Warszawie, zm. 25 czerwca 1979 w Otwocku) – polski entomolog koleopterolog.

## Życiorys
W 1952 ukończył studia na Wydziale Biologii Uniwersytetu Warszawskiego, przez wiele lat był kustoszem Muzeum Zoologii Polskiej Akademii Nauk w Warszawie. Po zakończeniu II wojny światowej uczestniczył w pracach poszukiwawczych zagrabionych przez Niemców eksponatów, a następnie został kierownikiem Działu Owadów w Instytucie Zoologicznym PAN. Od 1963 stał na czele Działu Dokumentacji i Informacji Naukowej, a od 1966 Działu Popularyzacji i Wystaw.
Prowadził badania dotyczące bionomii i systematyki koprofagicznych chrząszczy z rodziny Scarabaeidae, opisał je w pracy "Studies on Polish beetles of the Onthophagus ovatus (L.) group with some biological observations on coprophagans (Coleoptera, Scarabaeidae)". Zgromadził bogatą kolekcję Coleoptera (głównie z nadrodziny Scarabaeoidea), która jest przechowywana w Muzeum i Instytut Zoologii Polskiej Akademii Nauk w Łomnie. Współtworzył pracę „Chrząszcze drapieżne” (1970).